# TTs Fotostipendium
Artikelns titel kan av tekniska skäl inte återges korrekt. Den korrekta titeln är TT:s Fotostipendium.
TT:s Fotostipendium var ett stipendium som delades ut varje år av TT Nyhetsbyrån mellan 2003 och 2016. Det riktade sig till unga nordiska fotografer som är 30 år eller yngre och som behöver ekonomiskt stöd för att genomföra ett påbörjat fotografiskt projekt. 
Stipendiet skulle uppmuntra och stödja fotografi med konstnärligt uttryck eller som har en kreativ form. Stipendiaten utsågs av en jury och stipendiet på 30 000 kr delades ut samtidigt som TT:s stora fotopris. 
Stipendiet instiftades 2003 under namnet Bildhusets stipendium. Det bytte senare namn till Scanpix Stipendium och under 2013 blev det TT:s Fotostipendium. Sista stipendiet delades ut 2016 och därefter meddelade TT att de väljer att prioritera sitt stöd till bild på ett annat sätt.

## Mottagare
- 2003 Jenny Gaulitz
- 2004 Edvard Gran
- 2005 Daniel Grizelj
- 2006 Lovisa Ringborg
- 2007 Johan Emanuelsson
- 2008 Hannah Modigh
- 2009 (Inget stipendium delades ut)
- 2010 Karl Henrik Edlund
- 2011 David Magnusson
- 2012 Johan Strindberg
- 2013 Julia Lindemalm
- 2014 Rebecka Uhlin
- 2015 Evelina Carborn
- 2016 Fredrik Lerneryd